# 声聞師
声聞師（しょうもじ）は、中世（12世紀 - 16世紀）期に存在した日本の芸能者である。陰陽師の文化を源流とした読経、曲舞、卜占、猿楽等の呪術的芸能、予祝芸能を行った。「声聞師」は「しょうもんじ」「しょもじ」とも読み、また同様の読みで、唱門師、唱聞師、聖問師、唱文師、誦文師とも漢字標記した。江戸時代（17世紀 - 19世紀）に盛んになった「門付」芸能の源流でもあり、大和猿楽から発展し、能楽に発展させた観阿弥・世阿弥をも生むことになる。

## 略歴・概要
声聞師は、高橋昌明によれば、金鼓打ち、暦の頒布、民間の陰陽師、千秋万歳・曲舞などの呪術的雑芸能、盆、彼岸なとに家を訪れて経を誦しあるいは摺仏を配る者である。また高橋は、水についての説話を民間へ広めた伝道者でもあるという。
　筒井功によれば柳田國男は、唱門師を「ハカセ(民間の陰陽師)」「陰陽師」「萬歳」「傀儡」「算所太夫」「田楽法師」「鉦打ち」「鉢叩き」と同列視している。
「声聞師」の行う芸能は、古代日本の律令制（7世紀 - 10世紀）において、中務省陰陽寮に属した技官である陰陽師の文化を継承、あるいは模倣したものである。したがって、もともと陰陽師であった、あるいは下級の陰陽師であるとされるが、実際のところは定かではない。陰陽寮における陰陽師の定員は「6名」であり、各地に散らばる「声聞師」の数はそれを大幅に上回っている。いずれにしても、「声聞師」とは、技官でもなければ、聖職者でもない、職業芸人である。渡辺昭五は、「声聞師」の語源を「声聞身」（仏弟子の姿）であるとし、実態としては、荘園の本所で夫役労働を行っていた被差別層であるとする。
室町時代（14世紀 - 16世紀）には、寺に属しあるいは没落して民間に流れ、その活動が活発化する。15世紀に尋尊が記した日記である『大乗院寺社雑事記』によれば、大和国奈良の興福寺では、「五ヶ所」「十座」といった集団的居住地「声聞師座」を形成し、同寺に所属する「声聞師」たちがそこに生活の根拠を置いた。同寺に属する「声聞師」たちは、「猿楽」、「アルキ白拍子」（漂泊する白拍子）、「アルキ御子」（漂白する歩き巫女）、「鉢タタキ」（鉢叩）、「金タタキ」（鉦叩）、「アルキ横行」（漂白する横行人）、「猿飼」といった国内の「七道者」を支配し、各地から来た彼らから金銭を受け、そのかわりに巡業の手配を行ったとされる。自らは、「陰陽道」のほか、釈迦の説法である「金口」、「暦星宮」、「久世舞」（曲舞）、「盆・彼岸経」、「毗沙門経」（毘沙門経）等の芸能をもって生業としたとされる。この時期、興福寺や春日大社、法隆寺での猿楽を行った「声聞師座」（大和四座）は、
- 結崎村（現在の奈良県磯城郡川西町大字結崎） - 「結崎座」（現在の観世流）
- 竹田村（現在の奈良県橿原市東竹田町あたり） - 「円満井座」（現在の金春流）
- 坂戸村（現在の奈良県生駒郡斑鳩町） - 「坂戸座」（現在の金剛流）
- 外山村（現在の奈良県桜井市外山地区） - 「外山座」（現在の宝生流）

であり、「結崎座」からは観阿弥・世阿弥、「円満井座」からは金春禅竹らが登場し、やがて猿楽を能楽へと発展させた。
同じ時代、日吉大社には「上三座」「下三座」の近江猿楽があった。
上三座
- 山階村（現在の滋賀県長浜市山階町） - 「山階座」
- 下坂村（現在の滋賀県長浜市下坂地区） - 「下坂座」
- 坂本村（現在の滋賀県大津市坂本） - 「比叡座」

下三座
- 敏満寺村（現在の滋賀県犬上郡多賀町敏満寺） - 「敏満寺座」
- 大森村（現在の滋賀県東近江市蒲生大森町） - 「大森座」
- 酒人村（現在の滋賀県甲賀市水口町酒人） - 「酒人座」

が存在したが、室町時代末期には衰退した。
この時代の奈良の曲舞座の芸人たちを「声聞師」と呼び、京都では「散所非人」と呼ばれた。『東寺巷所検注取帳』（応永3年、1370年）によれば、14世紀の京都では、「八条猪熊と堀川間の南頬」（現在の南区西九条藤ノ木町・西九条池ノ内町あたり）等に「声聞師」の「屋敷」があったという。1423年11月（応永30年10月）、近江国（現在の滋賀県）、河内国（現在の大阪府）、美濃国八幡（現在の岐阜県美濃市）等の「声聞師」たちを京都に呼び集め、亭子院、楊梅小路（現在の楊梅通）、六道珍皇寺、矢田寺、六角堂（頂法寺）等で「勧進曲舞」を行った記録が残っている。
戦国時代（16世紀）の宮廷では、陰陽道による正月の儀式は陰陽頭が行ったが、正月四日・五日には「千秋万歳の儀」があり、これを民間の芸能者である「声聞師」が行った。当時の京都の「声聞師」は、
- 北畠（現在の上京区京都御苑の北東部分）
- 桜町（現在の上京区京都御苑の東部分、および上京区東桜町あたり）
- 西梅津（現在の右京区梅津地区西部）
- 九条河原（現在の南区九条河原町あたり）

に集団的に居住していた。なかでも桜町の「声聞師」集団を「大黒党」、その長を「大黒」と呼び、上記の「千秋万歳」のほか、小正月（旧暦1月15日）の「左義長」（三毬打）、重陽（旧暦9月9日）の「菊の着綿」、といった諸儀式を行った。グレゴリオ暦1570年2月8日にあたる元亀元年正月四日には、正親町天皇（第106代天皇）が、「声聞師」の行った「千秋万歳」と「大黒舞」を観覧した記録が残っている。この時代、地方で起きた「一向一揆」の扇動者側に立ったため、織田信長や豊臣秀吉らによって処刑されていった「声聞師」たちもいる、と渡辺昭五は指摘している。
江戸時代にはいると、賤民化し、非人、猿飼、願人坊主（願人）等とほぼ一体化した。
「声聞師」が行った儀式・芸能のなかで現代も残るものは、能楽のほかにも、左義長がある。全国各地でさまざまな呼称で、小正月に行われている火祭りである。南方熊楠は、左義長の際に太鼓を叩く儀礼がある点と、「どんど焼き」という呼称との関連を示唆している。

## 呼称
柳田國男は、『唱門師の話』で、遠州掛川のハカセ小太夫の自称「聲聞身」を紹介しながら『言継卿記』では正しい表記を「聲聞師」であるとし、『二水記』の「聖門師」、『塵添壒嚢抄13』に、家々を訪れて阿弥陀経を誦して金鼓を打つ「聲聞師」は、仏教系の「声聞」とは異なるため「唱門師」と書いた方がよいという旨、北河内での「正文」、越前萬歳の「證文士」、『年中行事大成』１にある「犬神人」(「つるめそ」)の党類を「唱門師」と表記する件について「元日、禁裏の日華門の外で、毘沙門経を誦する」と書かれる点を「門を強調した」説明としている。柳田の説を享け、語源を「声聞」とする喜田貞吉は、「アイヌ語のシャモまたは沙門との関係、「シャマニズムのサモン」との関連する可能性も「確かでない」としながら一応示唆している。

## 儀式・芸能の一覧
「声聞師」の行う儀式・芸能の一覧である。
- 読経
- 曲舞
- 卜占
- 猿楽
- 金口
- 暦星宮
- 毘沙門経 - 日本独特の毘沙門天信仰による
- 千秋万歳
- 左義長
- 菊の着綿
- 大黒舞
- 傀儡

なお喜田貞吉は、「夙・茶筅・鉢屋・傀儡師」は「古えの土師部・浮浪民等」が本流にあり、声聞師は後世から行うようになったとする。